# Tlacolulan el Viejo
Tlacolulan el Viejo är en ort i Mexiko.   Den ligger i kommunen Tlacolulan och delstaten Veracruz, i den sydöstra delen av landet, 220 km öster om huvudstaden Mexico City. Tlacolulan el Viejo ligger 1 981 meter över havet och antalet invånare är 243.
Terrängen runt Tlacolulan el Viejo är kuperad åt sydost, men åt nordväst är den bergig. Runt Tlacolulan el Viejo är det ganska tätbefolkat, med 172 invånare per kvadratkilometer. Närmaste större samhälle är Xalapa, 18,4 km sydost om Tlacolulan el Viejo. I omgivningarna runt Tlacolulan el Viejo växer huvudsakligen savannskog.